# Procedura album
Procedura album (în rusă в альбомном порядке) a fost o procedură simplificată de condamnare extrajudiciară a NKVD-ului, folosită în Uniunea Sovietică în timpul Marii Terori. Tipul de pedeapsă (împușcare sau închisoare) a persoanelor arestate era decis de organele locale în timpul anchetei, listele condamnaților au fost trimise la sediul NKVD, unde au fost aprobate „în masă” și returnate pentru aplicarea imediată a pedepsei. Denumirea procedurii provine din faptul că listele colectate la organele NKVD de nivel mediu au fost legate în „albume”.
Procedura a fost introdusă în 11 august 1937 prin Ordinul NKVD Nr. 00485 „Cu privire la lichidarea grupurilor diversioniste și de spionaj poloneze și a grupurilor și organizațiilor POW”
Ordinul descrie procesul după cum urmează:
- Toți cei arestați, pe măsură ce se descoperă vinovăția lor în cursul anchetei, trebuie împărțiți în două categorii:

1. prima categorie, a celor care vor fi împușcați, care include tot personalul de spionaj, diversiune, sabotaj și insurgenți ai serviciilor de informații poloneze;
2. a doua categorie, cea mai puțin activă dintre acestea, supusă la pedeapsa privativă de libertate în închisori și lagăre pentru o perioadă de 5 până la 10 ani.

(Începând cu perioada epurărilor, eufemismele „Prima categorie” și „A doua categorie” au rămas în uz mult timp, atât în limbajul juridic, cât și în vorbirea curentă.)
- Pentru cei repartizați în prima și a doua categorie în cursul anchetei se întocmesc liste la fiecare 10 zile cu un rezumat al materialelor de investigație și informații care caracterizează gradul de vinovăție al persoanei arestate, care sunt trimise spre aprobare finală către NKVD al URSS.
- Alocarea la prima sau a doua categorie pe baza informațiilor și a materialelor de investigație se face de către comisarul poporului pentru afaceri interne al republicii, șeful NKVD al regiunii sau ținutului, împreună cu procurorul corespunzător al republicii, regiunii, ținutului.
- Listele sunt trimise către NKVD al URSS semnat de Comisarul Popular al Afacerilor Interne al republicii, șefii NKVD și procurorul republicilor, ținuturilor și regiunilor corespunzătoare.
- După aprobarea listelor de către NKVD al URSS și procurorul Uniunii, sentința se execută imediat, adică cei condamnați din prima categorie sunt împușcați, iar cei din a doua sunt trimiși în închisori și lagăre, conform ordinelor NKVD ale URSS.

Procedura a venit să suplimenteze practica condamnărilor executate de troicile NKVD introduse la 30 iulie 1937 prin Ordinul NKVD Nr. 00447.
Numărul condamnărilor a fost atât de mare încât, la 15 septembrie 1938, au fost introduse troicile speciale la un nivel inferior, regional, cu drepturi de a pronunța pedepse cu moartea și de a le executa imediat.
Atât troicile NKVD de toate nivelurile, cât și „procedura album” și-au încetat oficial existența pe 17 noiembrie 1938 prin Hotărârea Sovietului comisarilor populari din URSS și a Comitetului Central al PCUS (b) nr. P 4387 din 17.11.1988 „Cu privire la arestări, supravegherea procurorului și desfășurarea anchetei”.
Un exemplu al folosirii atât a procedurii condamnărilor „album” cât și a troicilor l-a reprezentat Operațiunea germană a NKVD-ului (iulie 1937-noiembrie 1938. Din cei 55.005 germani sovietici declarați „vinovați”, au fost executați 41.898 de oameni, (24.910 prin „procedura album” și 16.988 de către„troici”), iar restul au fost condamnați la deportarea sau la muncă obligatorie în Gulag (5.624 prin „albume” și 7.483 de către „troici”).